# Cleoserrata serrata
Cleoserrata serrata är en paradisblomsterväxtart som först beskrevs av Nikolaus Joseph von Jacquin, och fick sitt nu gällande namn av Hugh Hellmut Iltis. Cleoserrata serrata ingår i släktet Cleoserrata, och familjen paradisblomsterväxter. Inga underarter finns listade i Catalogue of Life.